# Воздушный флот «Рейх»
Воздушный флот «Рейх» (нем. Luftflotte Reich) — воздушный флот люфтваффе, создан 5 февраля 1944 года в Ванзе (Берлин) из числа сотрудников штаба люфтваффе для защиты территории рейха, особенно Берлина и окрестностей, от бомбардировок авиации противника. Кроме этого, воздушный флот также охранял штаб-квартиру фюрера — Волчье логово. Помимо эскадрилий Западного фронта, также привлекались эскадрильи и с Восточного фронта, причём, без ведома Гитлера.

## История
В начале 1944 года у командования люфтваффе было лишь шесть полков истребительной авиации с 19-ю группами и рядом независимых эскадрилий. Доля женщин в люфтваффе к весне 1944 года составляла уже почти 70 процентов. По отчету Галланда, воздушный флот к апрелю 1944 потерял более трети своих лётных экипажей. В Арденнской операции и Операции «Боденплатте» были истрачены последние резервы.
3 марта 1945 года, из-за возросшей угрозы имперской столице, штаб-квартира воздушного флота «Рейх» переехала из бункера Хекесхорн. de.wikipedia.org. Дата обращения: 11 января 2019. (нем. Heckeshorn) в Штапельбург. 8 марта 1945 Геринг издал сверхсекретный приказ максимально использовать самолёты с низкой вероятностью возвращения, который был доведён до пилотов всех истребительных авиационных соединений воздушного флота Германии, а также учебных соединений по лётной подготовке. Незадолго до конца войны, 9 апреля 1945 командный пункт переносится ещё раз — в дом в Касселе, сегодня район Любтена.

## Командование
Командующим воздушного флота «Рейх» до конца войны был генерал-полковник Ганс-Юрген Штумпф, который до реорганизации 3 февраля 1944 являлся членом штаба люфтваффе. Его заместителем и начальником штаба был генерал-майор Сигизмунд барон фон Фалькенштейн (до середины мая 1944), затем его сменил генерал-лейтенант Андреас Нильсен.
Командующий, как до него и командующий ВВС Центр, руководил противовоздушной обороной в области и давал соответствующие команды и указания подчиненным воздушным силам области. Он имел право на перепроверку готовности противовоздушной обороны всех мест и всех отдельных объектов и уполномочивал на это, как правило, подчиненные воздушные силы области.
Первым офицером генерального штаба и руководителем оперативного отдела воздушного флота «Рейх» был полковник Карл Кессель, позже генерал-майор бундесвера. Подполковник Вернер-Евгений Хоффманн, позже генерал-лейтенант бундесвера, был верховным квартирмейстером соединения.

## Подчинённые соединения
| Наименование                                      | с                           | по                        |
| ------------------------------------------------- | --------------------------- | ------------------------- |
| Командование люфтваффе «Запад»                    | 28 сентября 1944            | 1 апреля 1945             |
| 9-й авиационный корпус                            | сентябрь 1944               | 13 ноября 1944            |
| 1-й истребительный корпус                         | 5 февраля 1944              | 26 января 1945            |
| 14-я авиационная дивизия                          | 1 апреля 1945               | 8 мая 1945                |
| 15-я авиационная дивизия                          | 1 апреля 1945               | 8 мая 1945                |
| Командование истребительной части Рурской области | 1944                        | 1944                      |
| Командование 1-й воздушной области                | 5 февраля 1944              | 8 августа 1944            |
| Командование 3-й воздушной области                | 5 февраля 1944              | 8 мая 1945                |
| Командование 5-й воздушной области                | сентябрь 1944               | апрель 1945               |
| Командование 6-й воздушной области                | 5 февраля 1944              | февраль 1945              |
| Командование 7-й воздушной области                | 5 февраля 1944              | март 1945                 |
| Командование 8-й воздушной области                | 5 февраля 1944 1 марта 1945 | 23 января 1945 8 мая 1945 |
| Командование 11-й воздушной области               | 5 февраля 1944              | 8 мая 1945                |
| Командование 12-й воздушной области               | 5 февраля 1944              | 1 апреля 1944             |
| Командование 14-й воздушной области               | сентябрь 1944               | март 1945                 |
| Командование 16-й воздушной области               | декабрь 1944                | январь 1945               |
| Командование 17-й воздушной области               | 5 февраля 1944              | 1 марта 1945              |
| 30-я зенитная дивизия                             | февраль 1945                | май 1945                  |
| 5-я зенитная бригада                              | октябрь 1944                | февраль 1945              |